# Carmelitas de Compiègne
As Carmelitas de Compiègne ou Mártires Carmelitas de Compiègne ou Mártires de Compiègne, ou, na sua forma portuguesa, de Compienha, são dezesseis religiosas do mosteiro carmelita de Compiègne assassinadas por revolucionários franceses do Comitê de Salvação Pública que as levaram à guilhotina por ódio à religião, no segundo período do Terror da Revolução Francesa, no dia 17 de julho de 1794, no local hoje denominado "Place de la Nation", na época "Place du Trône Renversé".

## Religiosas carmelitas
Antes de serem executadas ajoelharam-se e cantaram o hino Veni Creator, após o que todas renovaram em voz alta os seus compromissos do batismo e os votos religiosos. A execução teve início com a noviça e por último foi executada a Madre Superiora Madeleine-Claudine Ledoine (Madre Teresa de Santo Agostinho) (Paris, 22 de setembro de 1752), professa em 16 ou 17 de maio de 1775. Durante as execuções reinou absoluto silêncio. Seus corpos foram sepultados num profundo poço de areia em um cemitério em Picpus. Como neste areal foram enterrados 1298 vítimas da Revolução, é pouco provável a recuperação de suas relíquias. Elas são celebradas no dia 17 de julho pela Igreja Católica.

O Papa João Paulo I sobre elas disse: 

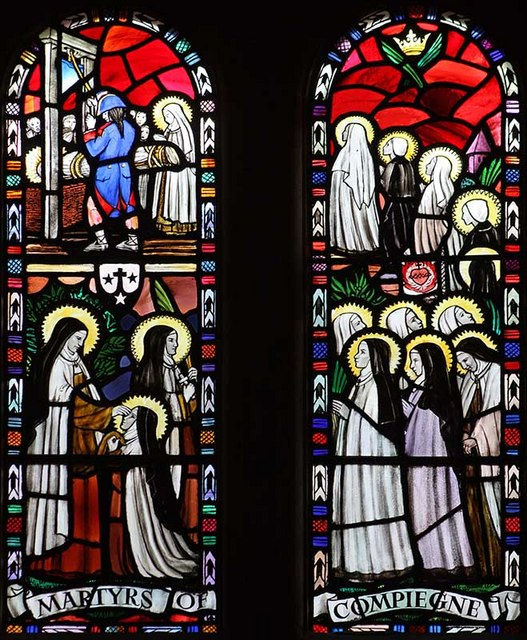
Vitral na Igreja de Nossa Senhora do Monte Carmelo, Quidenham, Inglaterra

Durante o processo ouviu-se a condenação: "À morte por fanatismo". E uma, na sua simplicidade, perguntou: — "Senhor Juiz, se faz favor, que quer dizer fanatismo?". Responde o juiz: — É pertencerdes tolamente à religião". — "Oh, irmãs!" — disse então a religiosa — "ouvistes, condenam-nos pelo nosso apego à fé. Que felicidade morrer por Jesus Cristo!". Fizeram-nas sair da prisão da Conciergerie, meteram-nas na carreta fatal e elas, pelo caminho, foram cantando hinos religiosos; chegando ao palco da guilhotina, uma atrás doutra ajoelharam-se diante da Prioresa e renovaram o voto de obediência. Depois entoaram o "Veni Creator"; o canto foi-se tornando, porém, cada vez mais débil, à medida que iam caindo, uma a uma, na guilhotina, as cabeças das pobres irmãs. Ficou para o fim a Prioresa, Irmã Teresa de Santo Agostinho; e as suas últimas palavras foram estas: "O amor sempre vencerá, o amor tudo pode". Eis a palavra exacta: não é a violência que tudo pode, é o amor que tudo pode.
O grupo de religiosas carmelitas lideradas por Madre Teresa de Santo Agostinho era composto por 16 mulheres:  10 freiras, 1 noviça, 3 irmãs leigas, 2 irmãs ordeiras:
| Nome civil                                            | Nome religioso                            | Função          | Idade |
| ----------------------------------------------------- | ----------------------------------------- | --------------- | ----- |
| Madeleine-Claudine Ledoine                            | Madre Teresa de Santo Agostinho           | priora          | 41    |
| Anne-Marie-Madeleine Thouret                          | Irmã Carolina da Ressurreição             | monja, sacristã | 78    |
| Anne Petras                                           | Irmã Maria Henriqueta da Providência      | monja           | 34    |
| Marie-Geneviève Meunier                               | Irmã Constança                            | noviça          | 29    |
| Rose Chretien de la Neuville                          | Irmã Júlia Luísa de Jesus                 | viúva, monja    | 53    |
| Marie-Claude Cyprienne (ou Catherine Charlotte) Brard | Irmã Eufrásia da Imaculada Conceição      | monja           | 58    |
| Marie-Anne (ou Antoinette) Brideau                    | Madre São Luís                            | sub-priora      | 41    |
| Marie-Anne Piedcourt                                  | Irmã de Jesus Crucificado                 | monja           | 79    |
| Marie-Antoniette (ou Anne) Hanisset                   | Irmã Teresa do Imaculado Coração de Maria | monja           | c. 54 |
| Marie-Francoise Gabrielle de Croissy                  | Madre Henriqueta de Jesus                 | antiga priora   | 49    |
| Marie-Gabrielle Trezel                                | Irmã Teresa de Santo Inácio               | monja           | 51    |
| Angelique Roussel                                     | Irmã Maria do Espírito Santo              | Irmã leiga      | 51    |
| Julie (or Juliette) Verolot                           | Irmã São Francisco Xavier                 | irmã leiga      | 30    |
| Marie Dufour                                          | Irmã Santa Marta                          | irmã leiga      | 51    |
| Catherine Soiron                                      |                                           | Ordeira         | 52    |
| Thérèse Soiron                                        |                                           | Ordeira         | 46    |

## Beatificação
O Cardeal Arcebispo de Paris iniciou o processo de sua beatificação em 23 de fevereiro de 1896. Em 16 de dezembro de 1902, o Papa Leão XIII declarou veneráveis as mártires de Compiègne. Eles foram solenemente beatificados pelo Papa Pio X em 27 de maio de 1905.

## Canonização
No dia 18 de dezembro de 2024, o Papa Francisco recebeu em audiência o cardeal Marcello Semeraro, prefeito do Dicastério para as Causas dos Santos, para a promulgação de alguns decretos. Acolhendo os votos favoráveis dos cardeais e bispos membros do dicastério, o sumo pontífice declarou santas as Carmelitas de Compiègne através da canonização equipolente.

## Representação nas artes

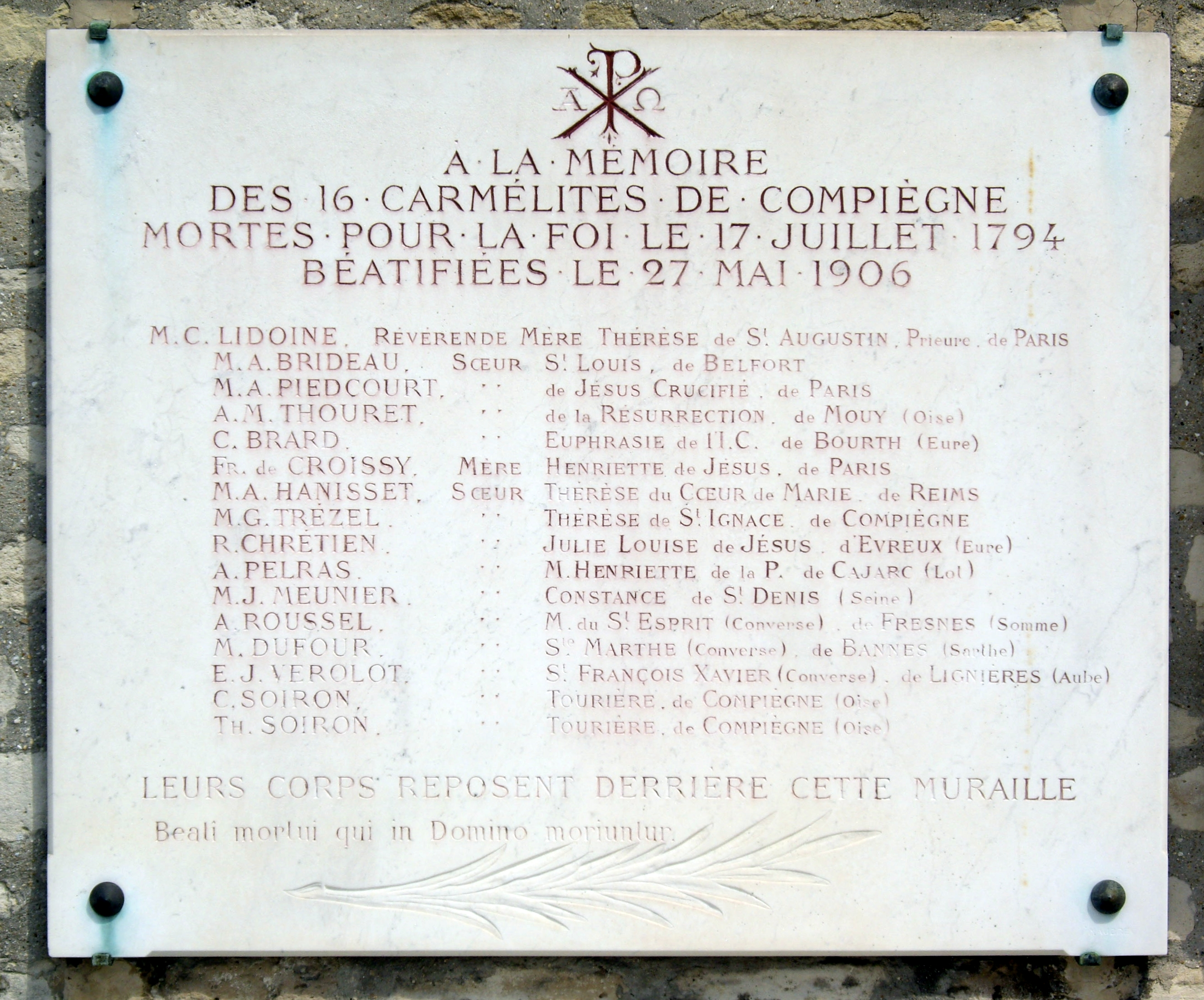
Placa comemorativa no cemitério de Picpus em Paris

- Literatura e teatro: A respeito deste fato Gertrud von le Fort, escritora e romancista alemã (1876-1971), escreveu o romance histórico "A última ao cadafalso" posteriormente adaptado para o teatro, por Georges Bernanos, sob o título de "Diálogo das Carmelitas", publicado postumamente (em 1949).

- Música: Em 1957, Francis Poulenc lançou uma ópera intitulada Dialogues des carmélites sobre este evento.

- Cinema: O texto da peça de Bernanos foi adaptado para o cinema sob o nome de Diálogo das Carmelitas.